# Оноприеновка
Оноприеновка — село Кувандыкского городского округа Оренбургской области России. Является одним из сёл, которые были основаны переселенцами[откуда?].

## История
Название села Оноприеновка связано с фамилией купившего местные земли у башкир переселенца — Оноприенко. Данные по дате основания разнятся, по одним источникам это 1896 или 1898 год, по другим 1901 год. Первое упоминание селения — в метрических книгах 1898 г.
Одно из преданий жителей гласит, что история поселения на месте расположения с. Оноприеновка была до указанных выше дат. По преданиям, изначально на месте Оноприеновки находился хутор Новомихайловское (1892 г.), однако в начале XX века произошёл конфликт жителей с башкирами за потраву их угодий. Крестьяне Ново-Михайловки отрезали язык одному из жеребцов, принадлежавших башкирам, а те в свою очередь, сожгли их деревеньку. Жителям хуторка пришлось переселяться на то место, где в дальнейшем расположилась их деревня в 8 километрах к северо-западу от Оноприеновки, на место, где сейчас от деревеньки осталось лишь урочище.

## Общая информация
Поселковый центр до 2016 года. В состав «сельское поселение Оноприеновский сельсовет» входило 5 населенных пунктов:
- Оноприеновка (село)
- Башкалган (поселок)
- Верхненазаргулово (деревня)
- Новоказанка (деревня)
- Поим (село)

С 01.01.2016 года «сельское поселение Оноприеновский сельсовет» прекратило свое существование и в полном составе (все вышеуказанные населенные пункты) вошло в муниципальное образование «Кувандыкский городской округ».

## Инфраструктура

### Организации и предприятия в селе
В селе работает Оноприеновская общеобразовательная школа, клуб, ФАП с 1971 г., отделение Сбербанка России 8623, Оноприеновский отдел по работе с сельским населением Кувандыкского городского округа, сельскохозяйственное предприятие ООО «Колос−3».

### Транспорт
Рядом с селом проходит автомобильная дорога местного значения "Кувандык — Новосимбирка.
По маршруту г. Кувандык — п. Новосимбирка с заездом в с. Оноприеновка курсирует автобус (раз в день, есть выходные дни).
Ближайший железнодорожный вокзал в 25 км — железнодорожная станция Сара Южноуральской ЖД. Основным ближайшим транспортным узлом является центр городского округа — город Кувандык (в 41 км от села).

## Религия
Православные храмы
- Церковь Новомучеников и исповедников Церкви Русской

## Достопримечательности
Обелиск, располагающийся на окраине с. Оноприеновка, посвящен воинам — землякам, погибшим в годы ВОВ. Памятник выполнен по замыслу Н. И. Верхолата. Открытие произошло в 1967 году.
Ущелье реки Яланаир (Яланлям). Село располагается на левом берегу реки Яланаир (Змеинная).
Курганные могильники. Возле села расположен курганный могильник в 5 км на юго-востоке. Поставлен на учёт в качестве памятника археологии.

## Население
По состоянию на 2020 год в селе числится проживающими 364 человека.
| 2010 |
| ---- |
| 453  |

Проживают русские, башкиры.
Село упоминается в описании борьбы белых и красных времен гражданской войны.
Цикл статей Кулинич В. Г. о родном селе был опубликован газетой «Новый путь».